# ヤン・ファン・リーベック

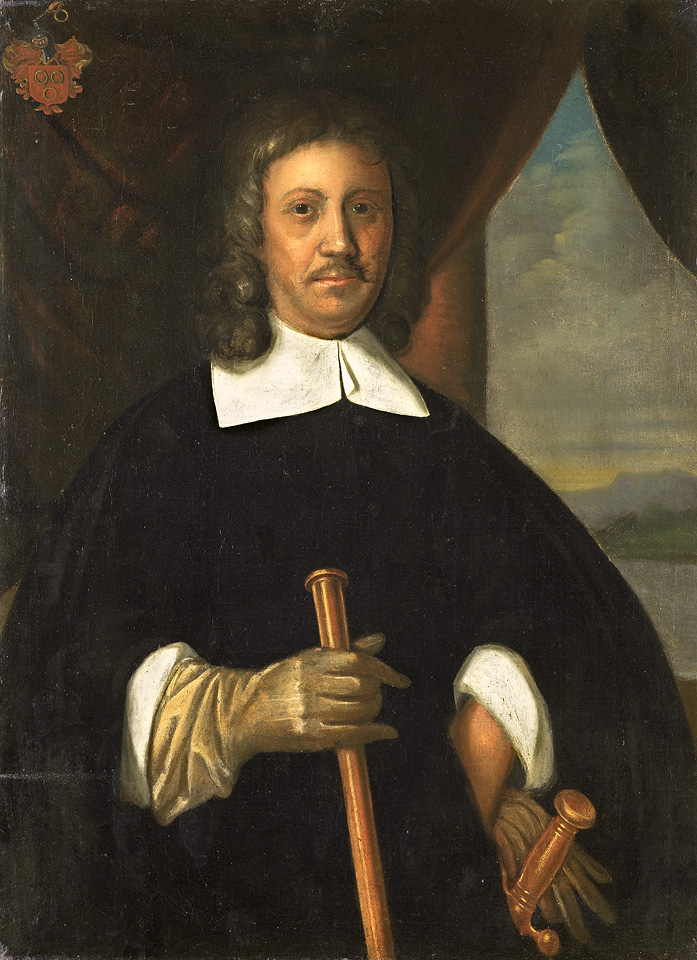
ヤン・ファン・リーベック

ヤン・ファン・リーベック（Johan Anthoniszoon "Jan" van Riebeeck、1619年4月21日 - 1677年1月18日）は、オランダの植民地監督者であり、ケープ植民地を建設したことで知られる。

## 概要
オランダのクレンボルフ (Culemborg) で生まれ、スヒーダム (Schiedam) で育った。
父アンソニーは船を所有する船乗りで、北海貿易で富を得ていた。ヤン・ファン・リーベック自身は20歳で外科医となり、助手として東インド会社付船中医。バタヴィアの外科医の助手などを務めた後、1639年にオランダ東インド会社に加わり、1638年、バタフィア（ジャカルタ）に赴任してからは商社マンとなる。
1642年には、商業リサーチの仕事で長崎の出島に派遣される。ヴェトナムのトンキンでの絹貿易に従事する貿易の責任者も務めたが、私貿易と不正蓄財により､その職を解任された。1645年一時帰国する。

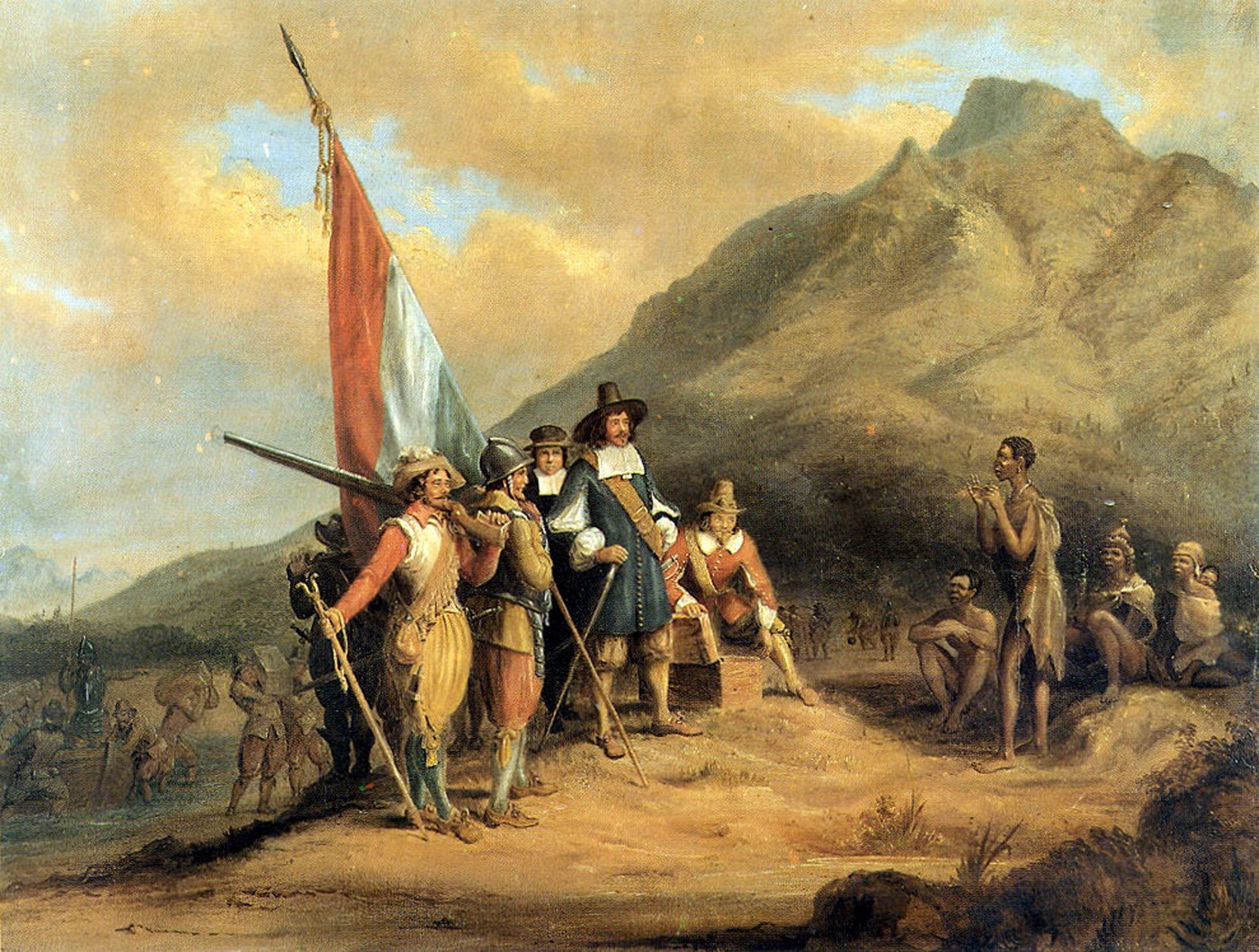
ケープに上陸したリーベックの一行

1651年に､南アフリカにオランダ入植地の建設を命じられ、オランダの東インド会社のケープタウン補給基地建設の指導官として再び海外へ派遣される。1652年4月6日に後のケープタウンの地に3隻の船舶、DrommedarisとReijgerとGoede Hoopを率いて上陸し、東インドとオランダの貿易航路の中継地を作った。
1652年から1662年の間マラッカ総督を務めた。ケープの司令官として、テーブル湾を港として整備し、果物や野菜を栽培し、コイコイ人から家畜を入手した。最初の砦は木材や土で作られた。現在のケープ・タウン城はファン・リーベックが南アフリカを離れた後の1679年に完成したものである。バタヴィアで没した。
ファン・リーベックは1652年12月17日、南アフリカで発見された最初の彗星C/1652 Y1について報じた。小惑星(9239) ファン・リーベックはリーベックにちなんで命名された。

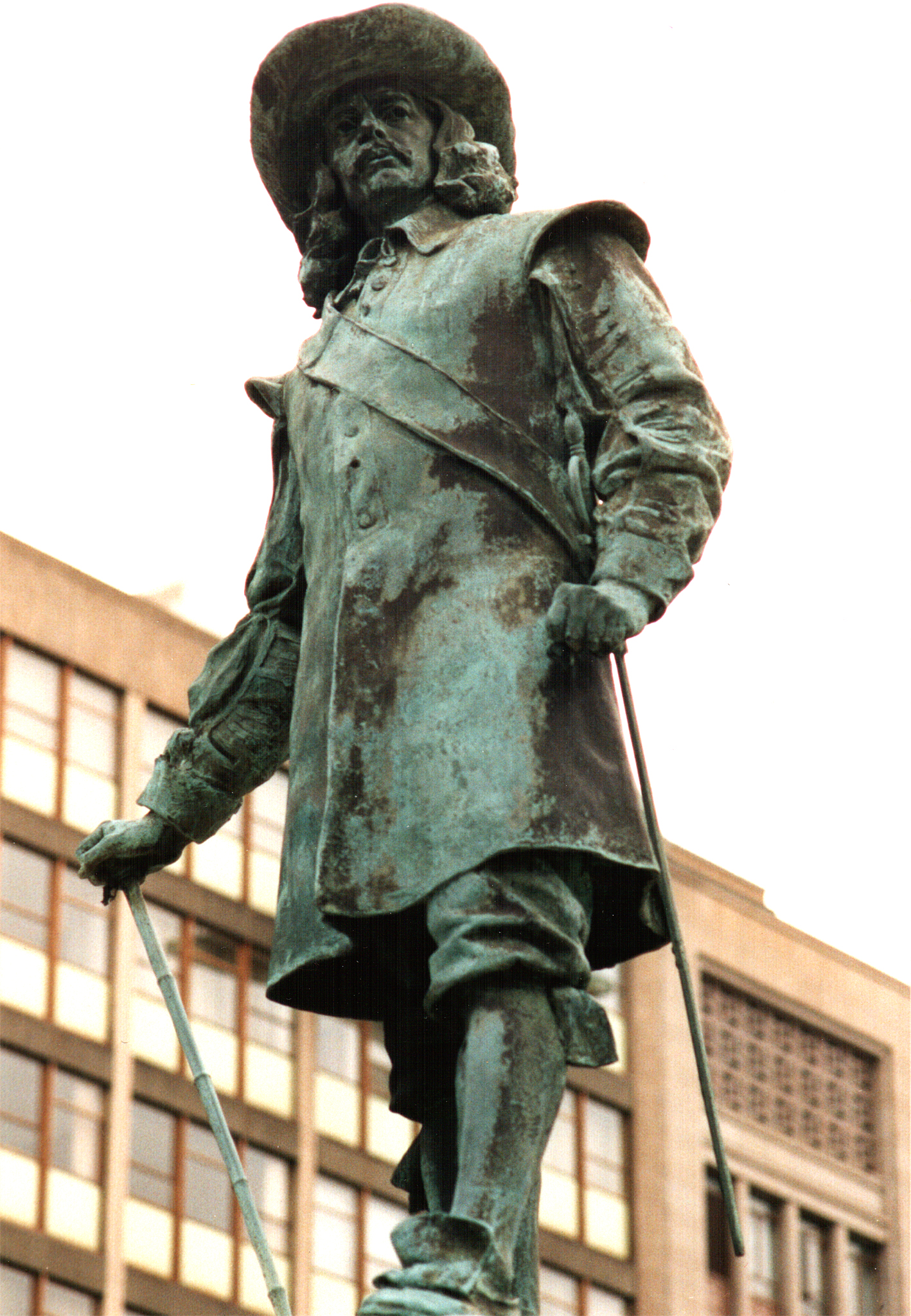
ケープタウンのリーベック像

### 没後
1940年から1993年まで南アフリカの紙幣にリーベックの肖像が用いられた。
リーベックが建設させたオランダ東インド会社の農園の一部は、カンパニー・ガーデンとして現在バラ園などのある市民の憩いの場所になっている。